# Benczik Judit
Benczik Judit (Makó, 1956. november 7. –) grafikus, pedagógus..

## Élete
1977-1981 között a Magyar Képzőművészeti Főiskola tanulója, mesterei: Gerzson Pál, Zelenák Crescencia. A diplomát követő 2 évben művészképzésben részesült, majd az MTV Híradó grafikai osztályán dolgozott. 1985-1987 között tervezőművész a Politoys Játékipari Szövetkezetnél. 1981-ben megnyerte a SZOT Plakátpályázat IV. díját. 1992-től az Óbudai Gimnázium rajztanára, emellett rendszeresen vezet képzőművészeti tábort és szakkört. Készített diafilmeket, valamint illusztrációkat verseskötetekhez, mesekönyvekhez.

## Egyéni kiállítások
- 1998: Petőfibánya
- 1999: Óbudai Művelődési Központ - Galéria, Gyöngyös.

## Válogatott csoportos kiállítások
- 1982: Bartók Galéria, Makó
- 1986: Szeged
- 1989: Budapesti Nemzetközi Vásár, Budapest
- 1994: Hidegkuti Galéria, Budapest
- 1995: Pitypang Galéria, Budapest
- 1997: Szent-Györgyi Általános Iskola Galéria, Budapest